# Дрогош, Лешек
Лешек Мельхиор Дрогош (пол. Leszek Melchior Drogosz; 6 января 1933, Кельце, Польша — 6 сентября 2012, там же) — польский боксёр и актёр, бронзовый призёр Летних Олимпийских игр в Риме (1960).

## Спортивная карьера
Выступал на ринге с 1946 по 1967 гг. Боксировал за спортивный клуб «Сталь». Тренировался у Ф. Штамма. Окончил Варшавскую академию физического воспитания.
Трёхкратный чемпион Европы (1953 и 1955 гг. — в первом среднем весе и 1959 г. — в первом среднем весе). Обладатель бронзовой медали Олимпийских игр в Риме (1960), уступив в полуфинале советскому спортсмену Юрию Радоняку. 8-кратный чемпион Польши (1953,1954, 1955, 1958, 1960, 1061, 1964 и 1967). За свою технику боксирования был прозван «чародеем ринга». Провел 354 боя, одержал 340 побед. После смерти своего тренера некоторое время был тренером сборной команды Польши.
Исполнил одну из главных ролей в кинофильме «Боксер» (1966 г.), а затем продолжил работу в кино, снимаясь в небольших ролях.